# Сердитое

пгт. Сердитое, станция Сердитая

Серди́тое (укр. Сердите) — посёлок в Донецкой области Украины. Находится под контролем самопровозглашённой Донецкой Народной Республики.

## География

#### Соседние населённые пункты по сторонам света
С: Лобановка
ЗСЗ: Зуевка
СВ: город Шахтёрск
З: город Зугрэс
В: Молодецкое
ЮЗ: Зачатовка (примыкает), Цупки, Певчее
ЮВ: Дубовое, Зарощенское, Захарченко
Ю: Садовое (примыкает)

## Общая информация
Подчиняется Шахтёрскому городскому совету. Центр поселкового совета, которому подчинены посёлки Дубовое и Лобановка.

## Инфраструктура
В посёлке есть железнодорожная станция Сердитая (на линии Иловайск — Дебальцево), школа № 13, детский сад, библиотека.

## История
Посёлок основан в 1904 году после появления на его будущей территории железнодорожной станции. К началу 1905 года было закончено строительство станции и четырёх казённых домов для железнодорожников.
В 1928 году была построена фабрика по обогащению угля с подвесной канатной дорогой к двум шахтам.
На территории посёлка работали: комбикормовый завод, дом быта, столовая, медицинский пункт, клуб, почтовое отделение, сберегательная касса.